# مخلصة (رواية)
مخلصة هي رواية خيال علمي شباب بالغين، للمؤلفة الأمريكية فيرونيكا روث و من نشر هاربر كولنز في أكتوبر 2013. تكمل الروايةثلاثية مختلفة التي بدأتها روث بروايتها الأولى مختلفة في 2011. الرواية مكتوبة من منظور كل من بياتريس (تريس) و توبايس (فور). إتباعا للرواية السابقة، يقومون برحلة خارج حدود المدينة لاكتشاف الأكاذيب وراءها.